# مقاطعة لابي
مقاطعة لابي (بالفنلندية Lapin lääni، بالسويدية في Lapplands län) إحدى مقاطعات فنلندا الكبرى الست في التقسيم الإداري السابق.

## الجغرافيا
وتحدها من الجنوب مع مقاطعة أولو، الغرب، وتطل على خليج Bothnia والمحافظة السويدية للNorrbotten في الشمال على الحدود مع مقاطعة فينمارك النرويجية وشرق البلاد مع نوفغورود الروسية مورمانسك.
مقاطعة لابونيا هي الأكبر في فنلندا، وتمثل 30 ٪ من المساحة الكلية للأمة. و هي أكبر مساحة من بلجيكا وهولندا ولوكسمبورغ مجتمعة . ما يزال لدى المقاطعة كثافة سكانية منخفض، حوالي 190,000 نسمة (2 شخص / كيلومتر مربع). وهي تتألف من ست مناطق (كيمي - تورنيو، روفانييمي تورنيو فالي، مونتانا ابلاند، لابلاند وابلاند الشمالية الشرقية) وأربع مدن (تورنيو، كيمي، روفانييمي وكيميارفي).

## البيئة
طبيعة لابـّي صغيرة لكنها خاصة. كبير الغابات البكر وتتميز بوجود العديد من التوت والفطريات. المقاطعة هي جغرافيا تتألف من تلال مشجرة تونتوري عديدة معروفة. النموذجية هي حيوانات الرنة والدببة والذئاب وولفرينس.
‌